# Mud Lake (Idaho)
Mud Lake – miasto w Stanach Zjednoczonych, w stanie Idaho, w hrabstwie Jefferson.